# Xã Pekin, Quận Tazewell, Illinois
Xã Pekin (tiếng Anh: Pekin Township) là một xã thuộc quận Tazewell, tiểu bang Illinois, Hoa Kỳ. Năm 2010, dân số của xã này là 29.807 người.